# انفجار بمب ۲۰۱۸ لاشیو
انفجار بمب ۲۰۱۸ لاشیو در ساعت ۴٫۳۰ بعدازظهر روز چهارشنبه ۲۱ فوریه در بین دو بانک در شهر لاشیو در شمال شرق میانمار به‌وقوع پیوست که باعث کشته شدن ۲ نفر و زخمی شدن ۲۲ نفر گردید.

## شرح حادثه
بمبی در بعدازظهر روز چهارشنبه ۲۱ فوریه ۲۰۱۸ ساعت ۴٫۳۰ در بین دو بانک آیه و یوما در قلب شهر لاشیو میانمار در نزدیکی دفاتر وزارت بهداشت منفجر شد.

## تلفات و خسارات
دو کارمند زن بانک یوما کشته و ۲۲ نفر غیرنظامی نیز زخمی شدند. شیشه‌ها و ساختمان هر دو بانک شکسته و صدمه دیده‌است.

## مظنونین
هیچ گروه و فردی مسئولیت این بمبگذاری را بعهده نگرفته‌است.